# Philodendron crassum
Philodendron crassum är en kallaväxtart som beskrevs av Alfred Barton Rendle. Philodendron crassum ingår i släktet Philodendron och familjen kallaväxter. Inga underarter finns listade.